# Candida
Candida (Kandida) je rod kvasovk. Številne vrste kandid so endosimbionti z živalmi in tudi ljudmi, vendar nekatere lahko povzročijo tudi bolezni, imenovane kandidoze. Najpogosteje povzroča glivično bolezen pri ljudeh in nekaterih živalskih vrstah vrsta Candida albicans in se pojavlja zlasti pri posameznikih z motenim delovanjem imunskega sistema. Številne kandide so del normalne črevesne flore, pri sesalcih C. albicans, nekatere vrste pa kot endosimbionti naseljujejo žuželke.
V zadnjem desetletju so postale okužbe s kandidami klinično pomembnejše, predvsem zaradi porasta bolnikov z oslabljenim imunskim sistemom, ki so zelo dovzetni za oportunistične okužbe Medtem so razvozlali celoten genom več vrst kandid, kar omogoča nove pristope pri preučevanju, odkrivanju bolezni ter tudi pri razvoju novih protiglivičnih zdravil.
Vrsta Candida antarctica predstavlja vir lipaze, ki se uporablja v industrijske namene.

## Kliničnokemijske lastnosti
Na agarskem gojišču kandide tvorijo večje, okrogle, bele do umazano bele kolonije.

## Klinične značilnosti
Nekatere vrste kandid povzročajo površinske glivične bolezni, na primer na sluznicah v ustih, žrelu, na nožnici ... Povzročajo lahko tudi sistemske okužbe, kjer povzročitelj prodre v kri, povzroči okužbe različnih notranjih organov in predstavlja življenjsko ogroženost. Sistemske okužbe se pojavljajo zlasti pri bolnikih z aidsom, pri zdravljenih s kemoterapijo ter pri bolnikih po presaditvi organov.